# Epidesma alboreducta
Epidesma alboreducta är en fjärilsart som beskrevs av Embrik Strand 1920. Epidesma alboreducta ingår i släktet Epidesma och familjen björnspinnare. Inga underarter finns listade i Catalogue of Life.